# Xiphopterella corneri
Xiphopterella corneri är en stensöteväxtart som beskrevs av Barbara S. Parris. Xiphopterella corneri ingår i släktet Xiphopterella och familjen Polypodiaceae. Inga underarter finns listade.